# Penobscot Building
El Greater Penobscot Building, comúnmente conocido como el Penobscot Building, es un rascacielos situado en el Downtown de Detroit, la ciudad más poblada de Míchigan (Estados Unidos). Fue construido en 1928 y está en situado en el 645 Griswold Street, el corazón del Distrito Financiero. Lleva el nombre de los penobscot, un pueblo originario de Maine. Es el tercer edificio más alto de la ciudad.

## Altura
Una vez terminado, el Penobscot fue el octavo edificio más alto del mundo, el cuarto más alto de Estados Unidos y el más alto fuera de Nueva York y Chicago. Con una altura de 173 metros, fue el más alto de Míchigandesde su finalización en 1928 hasta la construcción de la Renaissance Center en 1977. A su vez, el One Detroit Center lo superó en 1993 como el edificio de oficinas más alto de Detroit.
Tiene 45 pisos sobre el suelo y dos niveles de sótano, para un total de 47. Aunque tiene más pisos que One Detroit Center, los pisos y las torres de esta son más altos, con su techo a aproximadamente 18 metros más alto que el del Penobscot.

## Arquitectura
Se eleva donde antiguamente estaba el Moffat Building, que había sido construido en 1871. Fue diseñado en un elaborado estilo art déco en 1928 por el arquitecto Wirt C. Rowland, de la prominente firma Smith Hinchman & Grylls.
Revestido en piedra caliza de Indiana con una base de granito, se eleva como un acantilado para treinta pisos, luego tiene una serie de contratiempos que culminan en una torre de faro de neón rojo. Al igual que muchos de los otros edificios de los años veinte de la ciudad, muestra influencias art déco, incluida su forma de "H" (diseñada para permitir la máxima luz solar en el edificio) y el trabajo escultórico que hace que los pisos superiores se "erosionen" progresivamente.
El opulento Penobscot es uno de los muchos edificios en Detroit que presenta esculturas arquitectónicas de Corrado Parducci. La ornamentación incluye motivos de los indios americanos, particularmente en el arco de entrada y en la carpintería metálica que se encuentra en el vestíbulo. Por la noche, los pisos superiores del edificio están iluminados por reflectores, rematados con una esfera roja.
El arquitecto del edificio, Wirt C. Rowland, diseñó en la misma década otros rascacielos como el Guardian y el Buhl, también en el Distrito Financiero de Detroit.

### Penobscot Block
La torre está conectada a dos rascacielos más antiguos, Penobscot Building de 1905 y el Penobscot Building Annex de 1916. Los tres edificios conforman el Penobscot Block, localizado en la calles Griswold y West Fort, el cual fue completado en 1928 por el Greater Penobscot Building.

## Galería

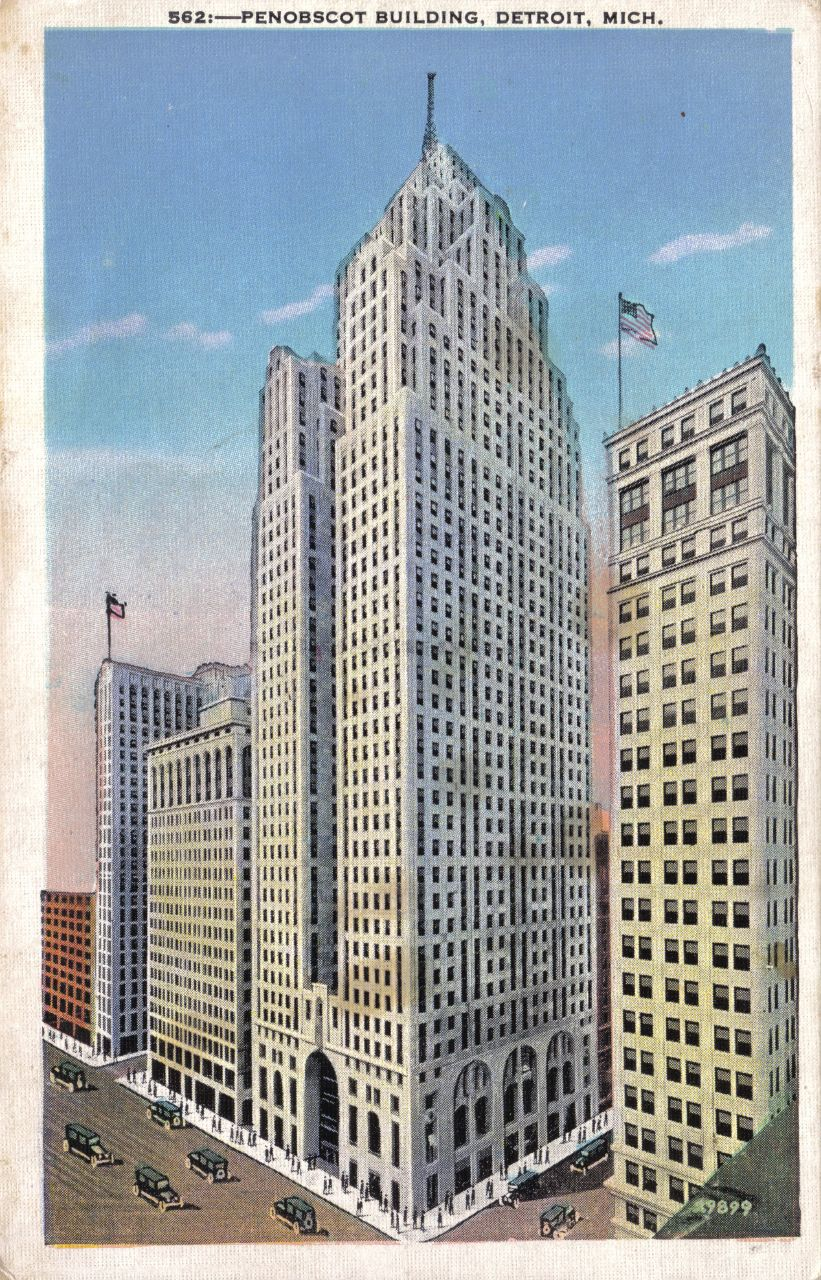
Tarjeta postal promocionando el Penobscot Building
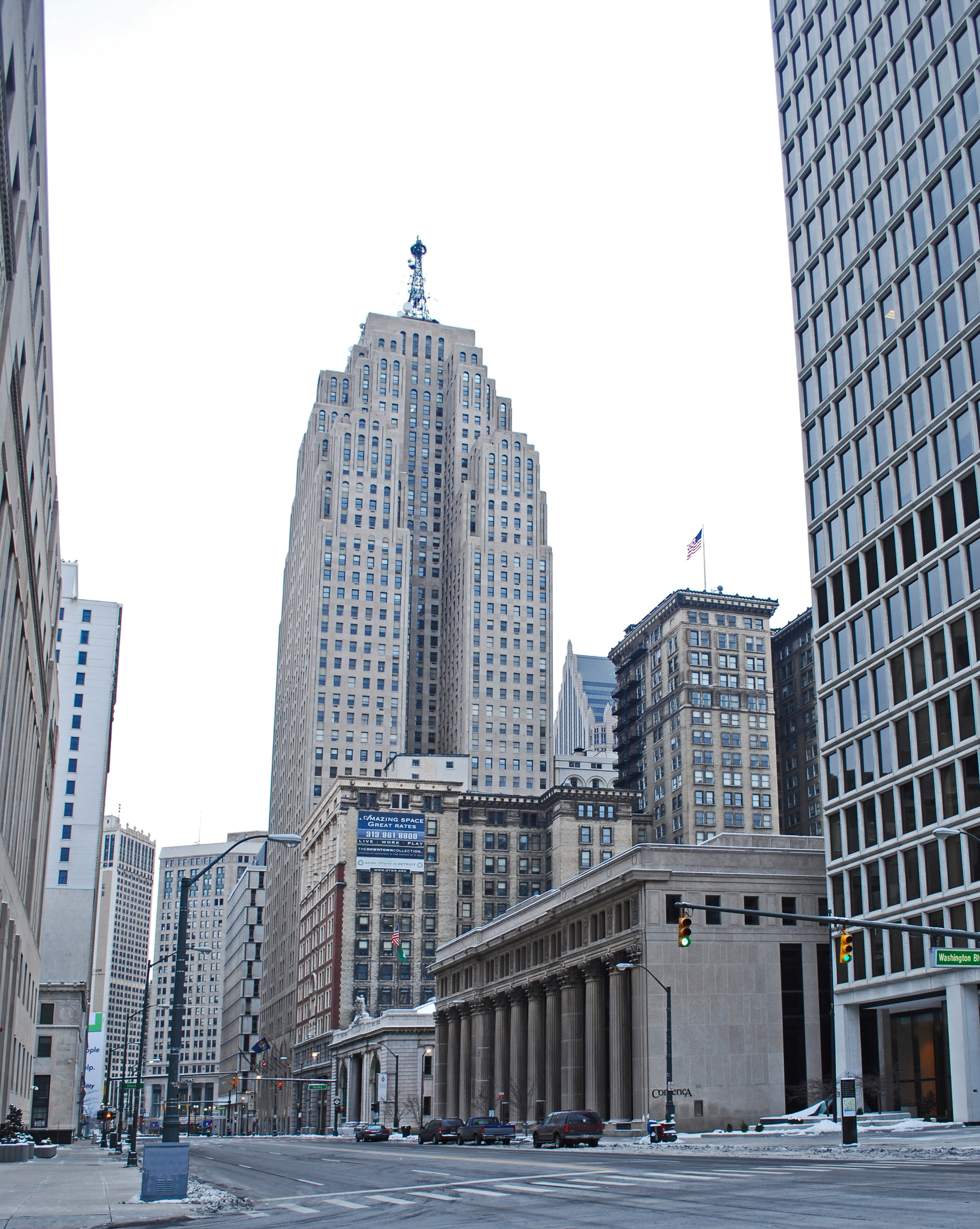
Vista de Penobscot Building desde el Washington Boulevard
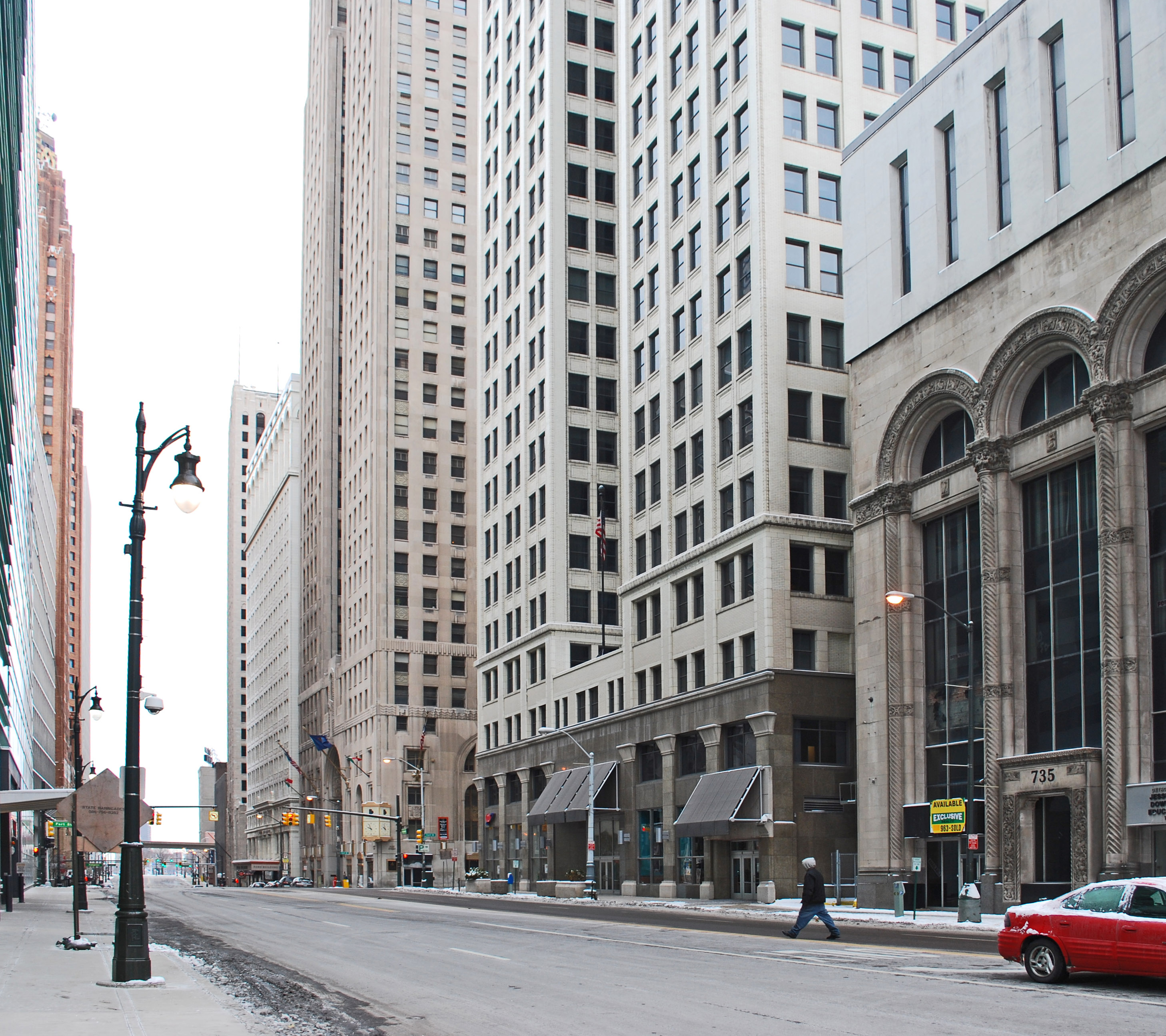
El Penobscot Building desde Griswold Street
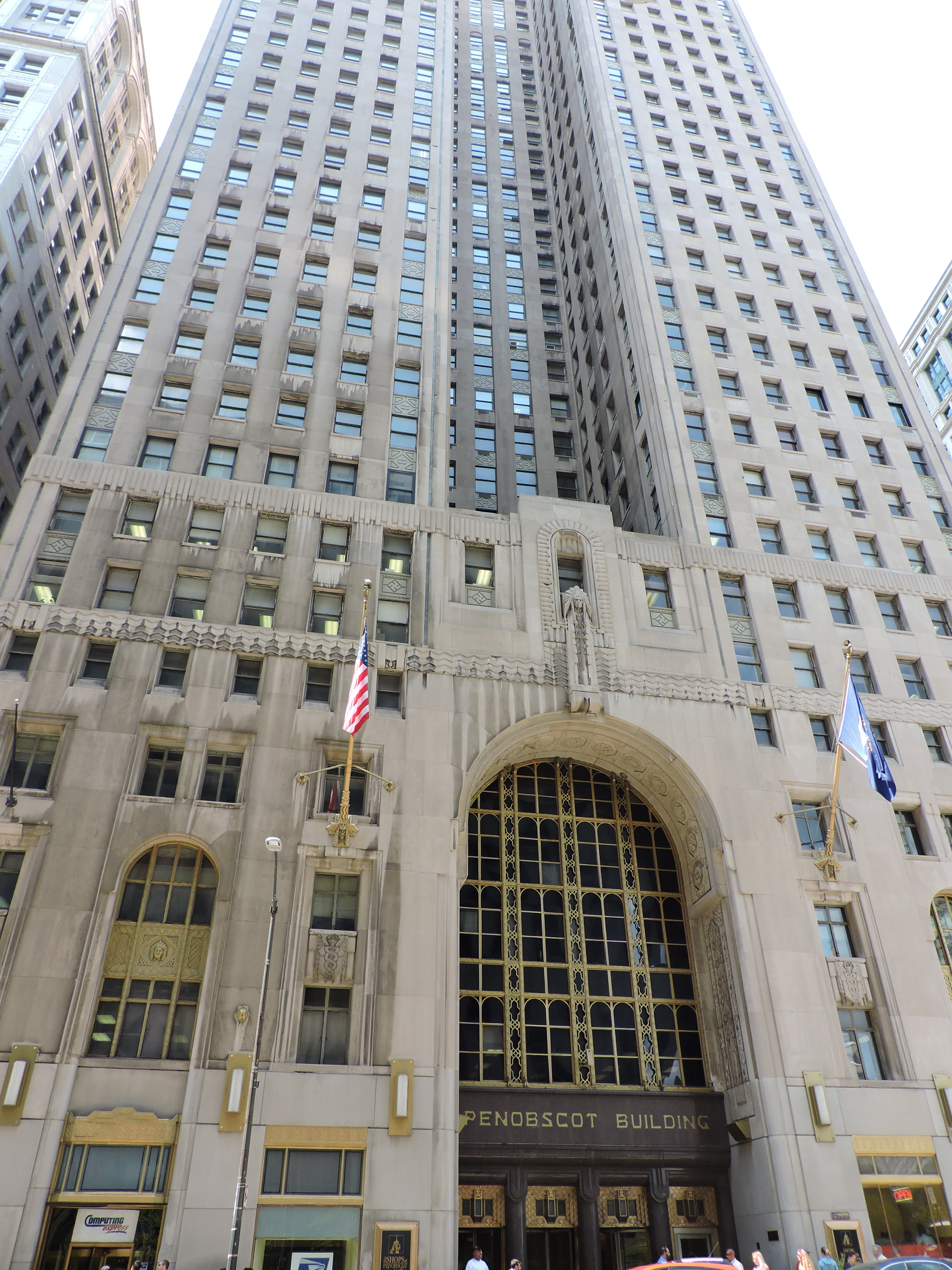
Entrada principal en Griswold Street
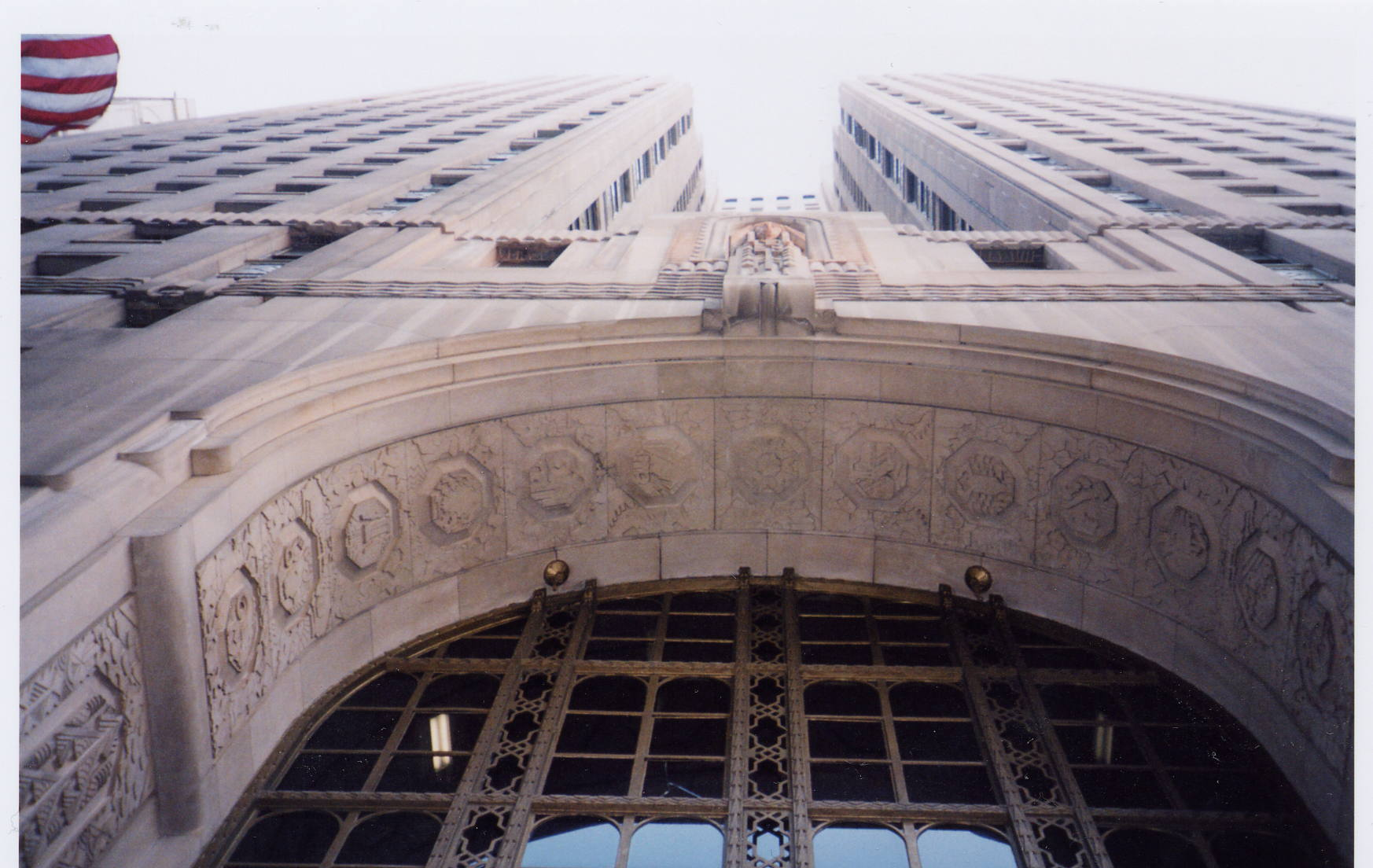
Relieves en el arco de la entrada principal
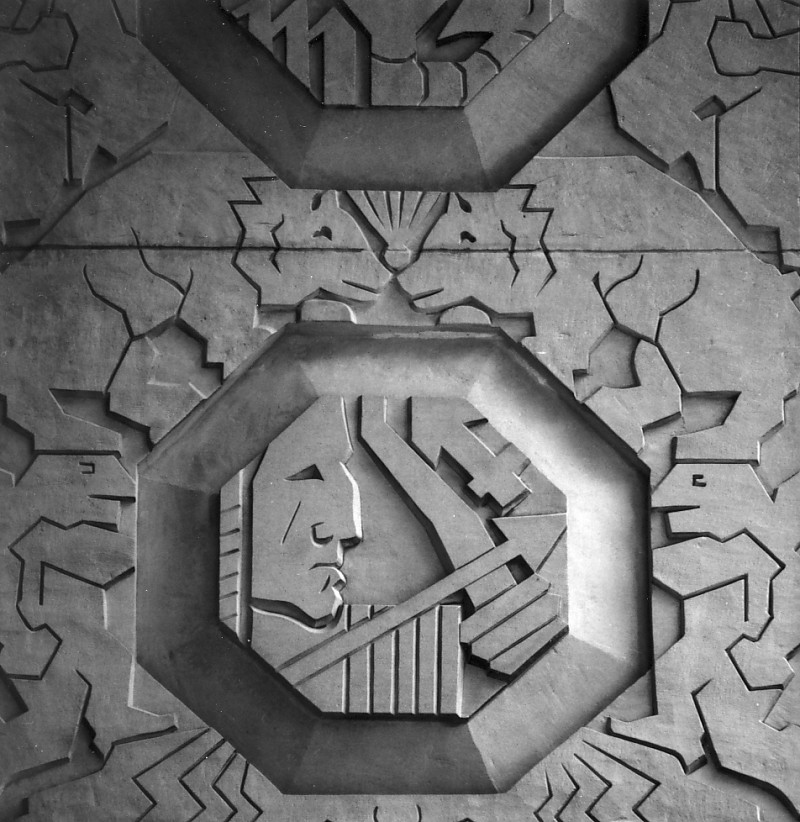
Escultura arquitectónica de Corrado Parducci